# Heroj Sovjetske zveze
Heroj Sovjetske zveze (rusko Геро́й Сове́тского Сою́за) je bilo najvišje častno posamezno in skupinsko odlikovanje in naziv Sovjetske zveze, ki je bilo ustanovljeno 16. aprila 1934 za izjemne zasluge.
Istočasno s podelitvijo naziva so dobili še red Lenina, medaljo Zlata zvezda kot znak odličnosti (in hkrati zunanji simbol heroja ZSSR) in diplomo (gramota) herojskega dejanja, ki jim jih je podelil Prezidij Vrhovnega sovjeta ZSSR kot (kolektivni) šef države.
Z razpadom Sovjetske zveze je bilo ukinjeno tudi to priznanje, ki pa ga je zamenjal nov naziv heroj Rusije.
Obstajala je še posebna oblika priznanja, podeljena mestom/trdnjavam, ki so se izkazala z odporom okupatorju med drugo svetovno vojno - mesto heroj/trdnjava heroj (po vzoru sovjetskih mest-herojev so tudi v nekdanji Jugoslavij poimenovali 8 mest-herojev, začenši z Ljubljano).

## Heroji Sovjetske zveze
Prvi nazivi so bili podeljeni 7 članom reševalne odprave, ki je rešila posadko parnika Čeljuskin.
Podeljenih je bilo več kot 12.500 nazivov, večina med njima zaradi zaslug med drugo svetovno vojno (11.635 herojev, 115 dvojnih herojev in 3 trojni heroji). Piloti so prejeli naziv po sestreljenem 15 sovražnikovem letalu.

## Večkratni heroji Sovjetske zveze
Večkratni heroji Sovjetske zveze so dobili pravico še do drugih ugodnosti in priznanje. Z vsakim nadaljnjim imenovanjem so dobili dodatno le novo medaljo Zlato zvezdo in gramoto. Dvakratni heroji so dobili pravico do bronastega doprsnega kipa oz. podobe s posvetilom oz. inskripcijo, ki se ga postavi v njihovi domovini. Trojni heroji so poleg tega imeli pravico do pedistala blizu Palače Sovjetov v Moskvi. Leta 1988 je Vrhovni sovjet Sovjetske zveze ukinil večkratno podeljevanje naziva istim osebam.